# 노라 노

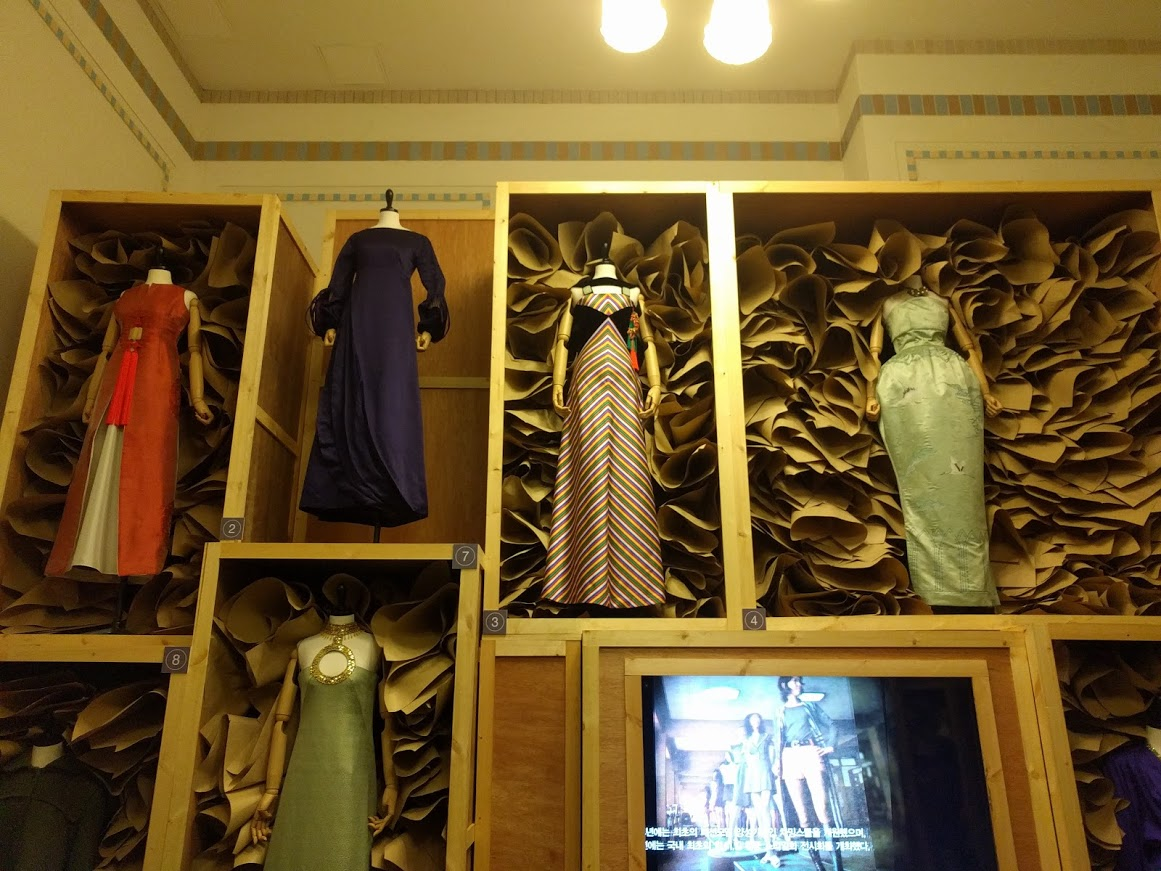
노라노가 제작한 드레스.

노라 노(영어: Nora Noh, 1928년 3월 21일 ~ )는 대한민국의 패션디자이너이다. 본명은 노명자(盧明子)이며 대한민국 최초의 패션 디자이너로서 NORA NOH의 대표 디자이너를 역임하였다.

## 생애

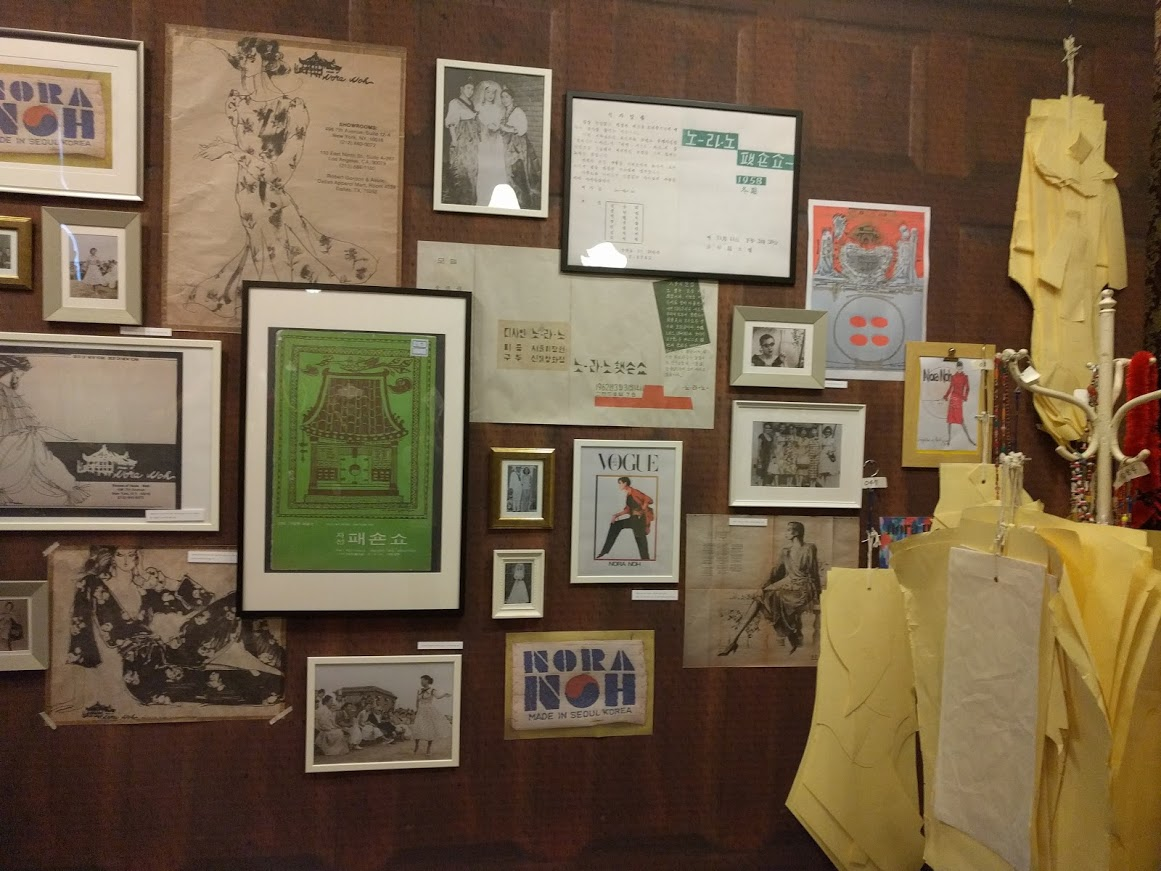
노라 노의 옷본과 기록들.

방송인 노창성과 이옥경 부부의 차녀로 경기도 경성부 계동(현 서울특별시 종로구)에서 태어났다. 경기여자고등학교를 졸업하고 1947년 미국으로 건너가 '프랭크 왜곤 테크니컬 컬리지'를 졸업하였다. 한국 전쟁이 한창이던 1950년 서울 명동에 '노라 노의 집'을 열었다. 이후 프랑스 파리로 건너가 '아카데미 줄리앙 아트 스쿨'에서 수학하였다. 1956년 서울 반도호텔에서 대한민국 최초의 패션쇼를 열었다. 이 '최초의 패션쇼'는 '100% 대한민국 기술 사용'과 '처음으로 대한민국 내에서 생산된 모직 원단 사용' 등으로도 의미가 컸다. 1959년 미국 캘리포니아주 롱비치의 미스 유니버스 대회에서 의상상 (Best Dress Award) 수상, 1965년 하와이에서 최초로 해외 패션쇼를 개최하며 브랜드 수출을 시작했다. 1966년 대한민국 최초의 '기성복 패션쇼'를 열었고, 1970년부터 1973년까지 프랑스 파리 '프레타포르테 패션쇼'에 참가했으며, 1974년 미국 뉴욕 플라자호텔에서 패션쇼를 열었다. 1977년 예림양행을 설립했고, 1978년 뉴욕 법인을 설립했으며, 1990년 홍콩, 일본 등에도 법인을 설립했다.
1967년에 화제가 된 윤복희의 미니스커트는 노라 노가 디자인했다고 한다.

## 경력
- 1950년 : 노라노의 집 설립
- 1977년 ~ : 예림양행 설립

## 상훈
- 2000년 세계패션그룹 '패션 대상' 수상[7]

- 한국패션협회가 주최하고 지식경제부가 후원한 '제3회 코리아패션 대상'에서 대통령표창 민복기 EXR코리아 대표이사와 공동 수상[8]

- '제1회 한국패션 100년 어워즈'에서 디자이너 부문 수상[9]

- 2015년 대한민국 대중문화예술상 보관문화훈장[10]

## 저서
- 《노라 노 열정을 디자인하다》. 황금나침반. 2007년. ISBN 9788992483230

## 작품
- 《양단 아리랑 드레스》 - 대한민국 등록문화재 제613호